# Oxydoras niger
Oxydoras niger también conocidos como turushuqui,  es una especie de peces de la familia Doradidae en el orden de los Siluriformes.

## Morfología
• Presenta un cuerpo robusto con una cabeza larga y punteada, siendo su boca subinferior con el hocico cónico. Es de color marrón oscuro uniforme  y de aletas negras. Los machos pueden llegar alcanzar los 100 cm de longitud total y 11 kg de peso.

## Alimentación
Come detritus, crustáceos y larvas de Ephemeropteras y quironómidos.

## Hábitat
Es un pez de agua dulce y de clima tropical (21 °C-24 °C ).

## Distribución geográfica
Se encuentran en Sudamérica:  cuencas de los ríos  Amazonas,  São Francisco, cuenca del Orinoco y  Esequibo.